# Горбах (Бад-Кройцнах)
Горбах (нім. Horbach) — громада в Німеччині, розташована в землі Рейнланд-Пфальц. Входить до складу району Бад-Кройцнах. Складова частина об'єднання громад Кірн-Ланд.
Площа — 1,92 км2. Населення становить 43 ос. (станом на 31 грудня 2020).